# Valdina
Valdina (Vaḍḍina in siciliano) è un comune italiano di 1 233 abitanti della città metropolitana di Messina in Sicilia.
Situato nella valle del Niceto, il comune è ripartito nei tre centri abitati di Valdina (capoluogo comunale), Tracoccia e Fondachello, la frazione marina.

## Geografia fisica

### Clima
- Classificazione climatica: zona C, 991 GG[5].

## Storia

### Età antica
Il territorio del comune di Valdina è di origine antica, e secondo alcuni in epoca pre-romana l'attuale chiesa di San Pancrazio sarebbe stata una torre di avvistamento per le navi provenienti dalle isole Eolie.
Comunque, fu in epoca romana che si formò il primo "pagus" (o villaggio) nell'area dove sorge oggi Roccavaldina, e l'area fra Monforte e Rometta (comprendente gli attuali comuni di Valdina, Roccavaldina, Venetico e Torregrotta) fu chiamata Rachal El-melum (o Rachal El-melue) sotto la dominazione araba, e successivamente Casale del Conte (Casale Comitis) in epoca normanna.

### Età medievale
Nel 1168 Guglielmo II concesse il Casale del Conte alla badessa del monastero messinese di Santa Maria della Scala, e nel 1196 la regina Costanza confermò la donazione.
A seguito della presa del potere da parte del dominio aragonese furono concessi nuovi titoli nobiliari, e nella parte occidentale del territorio demaniale di Rametta (oggi Rometta) vennero creati due feudi, che furono concessi a Giovanni Rocca, nobile cavaliere pisano, e Giovanni Mauro, di origine genovese. Nei due feudi nacquero due casali, che presero il nome dei possessori, cioè "La Rocca" (odierna Roccavaldina) e "Maurojanni" (o Mauro Giovanni, odierna Valdina).
Lo storico Tommaso Fazello documenta il centro ad un miglio da Rocca, quattro miglia distante da Gualtieri Sicaminò, quest'ultima dista sei miglia dal castello di Milazzo, leggermente ad est rispetto alla cittadina di Santa Lucia del Mela. Nel breve raggio di un paio di miglia le cittadine di Condrò, Monforte San Giorgio, Venetico e Rometta. Poco tempo dopo, però, Maurojanni fu ceduto a La Rocca, e divennero un unico casale.

### Età moderna
Successivamente, nel 1509 i feudi furono ceduti da Gilberto Pollicino Castagna alla famiglia Valdina, arrivata dalla Spagna. I Valdina (prima baroni e poi successivamente principi di Maurojanni o Valdina) contribuirono per due secoli allo sviluppo dei borghi, finché l'ultimo discendente della famiglia, Giovanni Valdina Vignolo, morì nel 1692 senza lasciare eredi. Il titolo passò al cugino più prossimo, e la famiglia si imparentò con la borghesia locale. Il feudo fu posseduto dalla famiglia Valdina sino al 1812, quando il feudalesimo fu soppresso.

### Età contemporanea
Nel 1929 Valdina e i vicini comuni di Spadafora San Martino e Venetico furono fusi nel nuovo comune di Spadafora. Tuttavia nel 1940 il comune di Venetico fu ricostituito nei suoi vecchi confini e il territorio che fu di Valdina venne aggregato a Roccavaldina. Nel 1948 fu ricostituito in comune autonomo nei suoi vecchi confini.

### Simboli
Lo stemma e il gonfalone del comune di Valdina sono stati concessi con DPR del 29 dicembre 1995.
Lo stemma non presenta alcuna descrizione araldica all'interno dello statuto comunale, in cui si afferma solamente che l'emblema comunale è lo stemma raffigurato nel gonfalone.
Lo stemma è partito semitroncato e così descritto nel volume sulla Sicilia della collana «Comuni d'Italia» edita dall'Istituto enciclopedico italiano:
Il gonfalone è un drappo partito di giallo e di azzurro.

## Monumenti e luoghi d'interesse

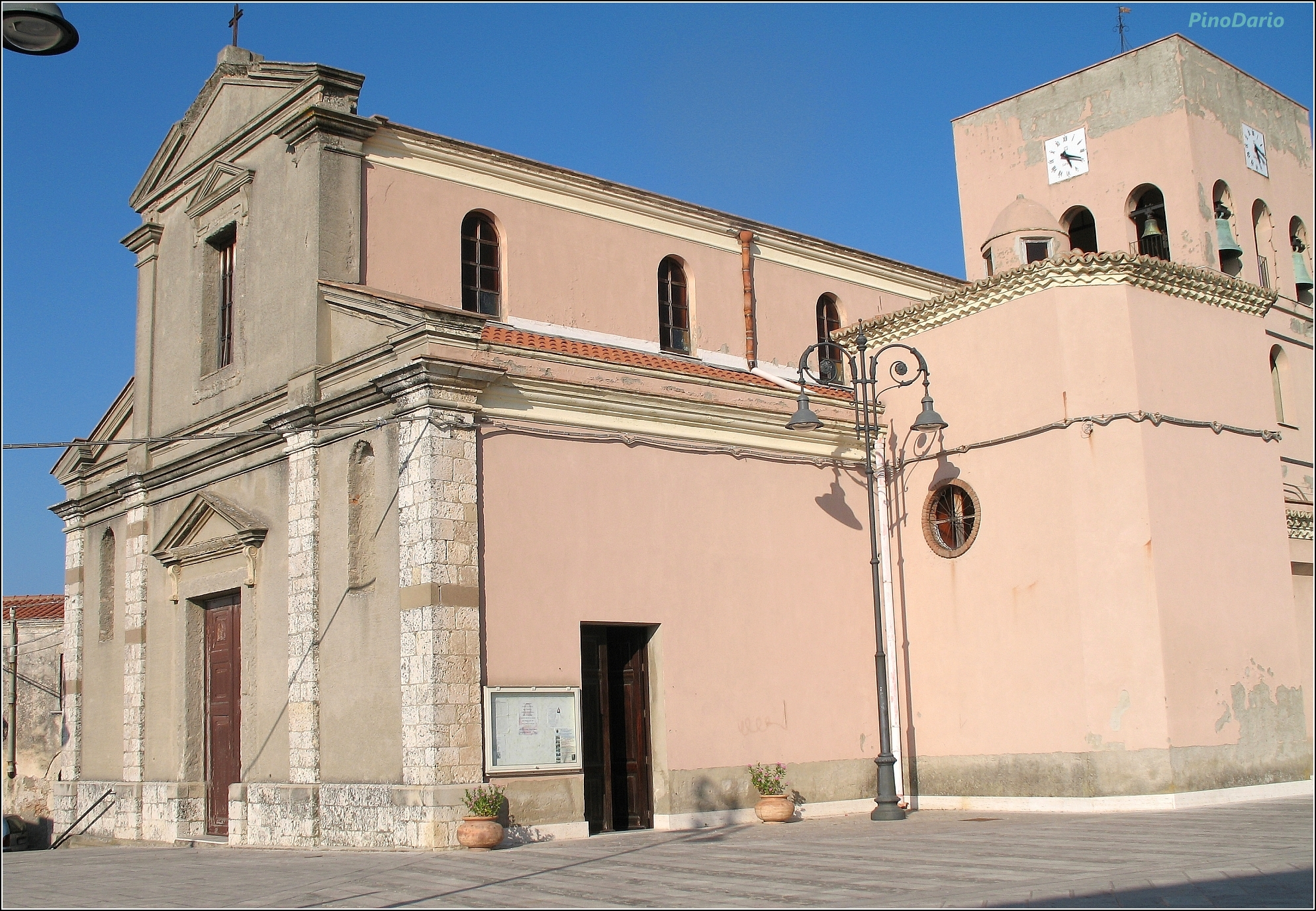
La chiesa di San Pancrazio

### Architetture religiose
- Chiesa di San Pancrazio, risalente al XVII secolo, sita nel capoluogo comunale.
- Chiesa della Madonna delle Grazie, costruita nel 1972 e sita nella frazione di Tracoccia.
- Chiesa della Madonna dell'Acqua Santa, probabilmente del XVI secolo e sita nella frazione di Tracoccia.
- Chiesa di San Giovanni Battista, costruita nel XX secolo e sita nella frazione di Fondachello.
- Cappella di San Giovanni Battista, posta all'interno di Villa Calcagno Lo Mondo nella frazione di Fondachello.

### Siti archeologici
A Valdina, in località Scarano, sono state rinvenute tracce di un insediamento antico.

## Società

### Evoluzione demografica
Abitanti censiti

### Etnie e minoranze straniere
Al 31 dicembre 2013 sono residenti a Valdina 53 stranieri, pari al 3,97% della popolazione.

### Lingue e dialetti
Oltre alla lingua ufficiale italiana, a Valdina si parla la lingua siciliana nella sua variante messinese. La ricchezza di influenze del siciliano, appartenente alla famiglia delle lingue romanze e classificato nel gruppo meridionale estremo, deriva dalla posizione geografica dell'isola, la cui centralità nel mar Mediterraneo ne ha fatto terra di conquista di numerosi popoli gravitanti nell'area mediterranea.
Nel Vocabolario siciliano di Giorgio Piccitto la parlata di Valdina è indicata con la sigla ME41, afferente al gruppo dei dialetti messinesi orientali del versante tirrenico.

### Religione
Le due parrocchie cittadine, San Pancrazio e San Giovanni Battista, sono amministrate dal vicariato di Spadafora "San Giuseppe" dell'arcidiocesi di Messina-Lipari-Santa Lucia del Mela.

## Cultura

### Istruzione

#### Scuole
A Valdina il servizio scolastico è garantito dalla presenza della scuola d'infanzia, primaria e secondaria di primo grado "Giovanni Paolo II" (site a Fondachello) appartenenti all'istituto comprensivo "Stefano d'Arrigo" di Venetico.

## Geografia antropica

### Frazioni
Al 14º censimento generale della popolazione e delle abitazioni dell'ISTAT (2001), il territorio di Valdina risulta così suddiviso:
- Fondachello, centro abitato di 681 abitanti;
- Tracoccia, centro abitato di 207 abitanti;
- Valdina, capoluogo comunale di 321 abitanti.

## Amministrazione
Di seguito è presentata una tabella relativa alle amministrazioni che si sono succedute in questo comune.

### Altre informazioni amministrative
Il comune di Valdina fa parte delle seguenti organizzazioni sovracomunali: regione agraria n.9 (Colline litoranee di Milazzo).

## Infrastrutture e trasporti

### Strade
Il territorio comunale è attraversato dall'autostrada A20 "Messina-Palermo", dalla strada statale 113 "Settentrionale Sicula" e dalla strada provinciale 58 "di Valdina".

### Ferrovie
Pur non presentando alcuna stazione ferroviaria nel proprio territorio, Valdina è attraversata dalla linea ferroviaria Palermo-Messina. La stazione più vicina è quella di Torregrotta, nell'omonimo comune limitrofo.